# Roland Fischnaller (snowboardzista)
Roland Fischnaller (ur. 19 września 1980 w Bressanone) – włoski snowboardzista, sześciokrotny medalista mistrzostw świata.

## Kariera
Po raz pierwszy na arenie międzynarodowej pojawił się 14 kwietnia 1996 roku w Val Senales, gdzie w zawodach FIS Race zajął 24. miejsce w slalomie równoległym. W 1998 roku wystąpił na mistrzostwach świata juniorów w Chamrousse, gdzie nie ukończył giganta. Jeszcze dwukrotnie startował w zawodach tego cyklu, najlepszy wynik osiągając podczas mistrzostw świata juniorów w Berchtesgaden w 2000 roku, gdzie był piąty w gigancie równoległym.
W zawodach Pucharu Świata zadebiutował 1 marca 1997 roku w Olang, zajmując 67. miejsce w slalomie równoległym. Pierwsze pucharowe punkty wywalczył 7 stycznia 2001 roku w Kreischbergu, zajmując w tej konkurencji ósme miejsce. Na podium zawodów tego cyklu po raz pierwszy stanął 9 lutego 2001 roku w Berchtesgaden, kończąc rywalizację na trzeciej pozycji. W zawodach tych wyprzedzili go tylko Francuz Mathieu Bozzetto i Austriak Dieter Krassnig. Najlepsze wyniki w Pucharze Świata w snowboardzie osiągnął w sezonie 2019/2020, kiedy to zajął pierwsze miejsce w klasyfikacji generalnej PAR i w klasyfikacji giganta równoległego, a w klasyfikacji slalomu równoległego był drugi. Drugie miejsce w klasyfikacji PAR zajmował także w sezonach 2011/2012, 2012/2013, 2014/2015, 2015/2016 i 2017/2018, a w sezonie 2010/2011 był trzeci. Ponadto w sezonach 2012/2013, 2015/2016 i 2017/2018 zwyciężał w klasyfikacji PSL, a w sezonie 2014/2015 był w niej drugi. W sezonie 2020/2021 triumfował w klasyfikacji PGS.
Największy sukces osiągnął w 2015 roku, kiedy zdobył złoty medal w slalomie równoległym podczas mistrzostw świata w Kreischbergu. Wyprzedził tam Rosjanina Andrieja Sobolewa i Roka Marguča ze Słowenii. Na rozgrywanych dwa lata wcześniej mistrzostwach świata w Stoneham zdobył dwa medale. W slalomie był trzeci, przegrywając tylko z Margučem i Justinem Reiterem z USA. W gigancie równoległym zajął drugie miejsce, plasując się między Austriakiem Benjaminem Karlem i reprezentantem Rosji, Vikiem Wildem. Zdobył również brązowy medal w gigancie równoległym na mistrzostwach świata w La Molina w 2011 roku, gdzie lepsi byli jedynie Karl i Marguč. Najlepszy wynik olimpijski osiągnął na igrzyskach olimpijskich w Pekinie w 2022 roku, zajmując czwarte miejsce w slalomie równoległym. Startował także na igrzyskach w Salt Lake City (2002), igrzyskach w Turynie (2006) i igrzyskach w Vancouver (2010), jednak plasował się poza czołową dziesiątką, natomiast w Soczi był ósmy.
W 2019 roku, podczas mistrzostw świata w Park City wywalczył srebrny medal w slalomie równoległym. Dwa lata później podczas mistrzostw świata w Rogli wywalczył kolejne srebro, tym razem w gigancie równoległym.

## Osiągnięcia

### Igrzyska olimpijskie
| Miejsce | Dzień     | Rok  | Miejscowość    | Konkurencja       | Zwycięzca          |
| ------- | --------- | ---- | -------------- | ----------------- | ------------------ |
| 19.     | 15 lutego | 2002 | Salt Lake City | Gigant równoległy | Philipp Schoch     |
| 13.     | 22 lutego | 2006 | Turyn          | Gigant równoległy | Philipp Schoch     |
| 18.     | 27 lutego | 2010 | Vancouver      | Gigant równoległy | Jasey-Jay Anderson |
| 18.     | 19 lutego | 2014 | Soczi          | Gigant Równoległy | Vic Wild           |
| 8.      | 22 lutego | 2014 | Soczi          | Slalom równoległy | Vic Wild           |
| 7.      | 24 lutego | 2018 | Pjongczang     | Gigant równoległy | Nevin Galmarini    |
| 4.      | 24 lutego | 2022 | Pekin          | Gigant równoległy | Benjamin Karl      |

### Mistrzostwa świata
| Miejsce | Dzień       | Rok  | Miejscowość          | Konkurencja       | Zwycięzca          |
| ------- | ----------- | ---- | -------------------- | ----------------- | ------------------ |
| 14.     | 24 stycznia | 2001 | Madonna di Campiglio | Gigant równoległy | Nicolas Huet       |
| 32.     | 26 stycznia | 2001 | Madonna di Campiglio | Slalom równoległy | Gilles Jaquet      |
| 24.     | 14 stycznia | 2003 | Kreischberg          | Slalom równoległy | Siegfried Grabner  |
| 39.     | 18 stycznia | 2005 | Whistler             | Gigant równoległy | Jasey-Jay Anderson |
| 19.     | 19 stycznia | 2005 | Whistler             | Slalom równoległy | Jasey-Jay Anderson |
| 15.     | 16 stycznia | 2007 | Arosa                | Gigant równoległy | Rok Flander        |
| 6.      | 17 stycznia | 2007 | Arosa                | Slalom równoległy | Simon Schoch       |
| 19.     | 20 stycznia | 2009 | Gangwon              | Gigant równoległy | Jasey-Jay Anderson |
| 15.     | 21 stycznia | 2009 | Gangwon              | Slalom równoległy | Benjamin Karl      |
| 3.      | 19 stycznia | 2011 | La Molina            | Gigant równoległy | Benjamin Karl      |
| 5.      | 22 stycznia | 2011 | La Molina            | Slalom równoległy | Benjamin Karl      |
| 2.      | 25 stycznia | 2013 | Stoneham             | Gigant równoległy | Benjamin Karl      |
| 3.      | 27 stycznia | 2013 | Stoneham             | Slalom równoległy | Rok Marguč         |
| 1.      | 22 stycznia | 2015 | Kreischberg          | Slalom równoległy | -                  |
| 22.     | 23 stycznia | 2015 | Kreischberg          | Gigant równoległy | Andriej Sobolew    |
| 9.      | 15 marca    | 2017 | Sierra Nevada        | Slalom równoległy | Andreas Prommegger |
| 18.     | 4 lutego    | 2019 | Park City            | Gigant równoległy | Dmitrij Łoginow    |
| 2.      | 5 lutego    | 2019 | Park City            | Slalom równoległy | Dmitrij Łoginow    |
| 2.      | 1 marca     | 2021 | Rogla                | Gigant równoległy | Dmitrij Łoginow    |

### Puchar Świata

#### Miejsca w klasyfikacji generalnej
- sezon 2000/2001: 53.
- sezon 2001/2002: -
- sezon 2002/2003: -
- sezon 2003/2004: -
- sezon 2004/2005: -
- sezon 2005/2006: 41.
- sezon 2006/2007: 53.
- sezon 2007/2008: 18.
- sezon 2008/2009: 10.
- sezon 2009/2010: 17.
- sezon 2010/2011: 3.
- sezon 2011/2012: 2.
- sezon 2012/2013: 2.
- sezon 2013/2014: 31.
- sezon 2014/2015: 2.
- sezon 2015/2016: 2.
- sezon 2016/2017: 18.
- sezon 2017/2018: 2.
- sezon 2018/2019: 3.
- sezon 2019/2020: 1.
- sezon 2020/2021: 10.
- sezon 2021/2022:

#### Zwycięstwa w zawodach
1. Limone Piemonte – 11 grudnia 2010 (slalom równoległy)
2. Moskwa – 5 marca 2011 (slalom równoległy)
3. Landgraaf – 13 października 2011 (slalom równoległy)
4. Carezza – 21 grudnia 2011 (gigant równoległy)
5. Bad Gastein – 15 stycznia 2012 (slalom równoległy)
6. Moskwa – 3 marca 2012 (slalom równoległy)
7. Valmalenco – 17 marca 2012 (gigant równoległy)
8. Rogla – 8 lutego 2013 (gigant równoległy)
9. Carezza – 16 grudnia 2014 (gigant równoległy)
10. Montafon – 18 grudnia 2014 (slalom równoległy)
11. Winterberg – 14 marca 2015 (slalom równoległy)
12. Moskwa – 30 stycznia 2016 (slalom równoległy)
13. Cortina d’Ampezzo – 16 grudnia 2017 (slalom równoległy)
14. Winterberg – 17 marca 2018 (slalom równoległy)
15. Cortina d’Ampezzo – 15 grudnia 2018 (gigant równoległy)
16. Bannoje – 8 grudnia 2019 (gigant równoległy)
17. Cortina d’Ampezzo – 14 grudnia 2019 (gigant równoległy)
18. Pjongczang – 22 lutego 2020 (gigant równoległy)
19. Cortina d’Ampezzo – 12 grudnia 2020 (gigant równoległy)

#### Pozostałe miejsca na podium w zawodach
1. Berchtesgaden – 9 lutego 2001 (slalom równoległy) – 3. miejsce
2. Sölden – 19 października 2003 (slalom równoległy) – 2. miejsce
3. Szukołowo – 1 marca 2006 (slalom równoległy) – 3. miejsce
4. Petersburg – 3 marca 2006 (slalom równoległy) – 2. miejsce
5. Gujō – 24 lutego 2008 (gigant równoległy) – 2. miejsce
6. Valmalenco – 15 marca 2008 (gigant równoległy) – 2. miejsce
7. Arosa – 21 grudnia 2008 (slalom równoległy) – 2. miejsce
8. Moskwa – 6 marca 2010 (slalom równoległy) – 3. miejsce
9. Landgraaf – 10 października 2010 (slalom równoległy) – 2. miejsce
10. Arosa – 27 marca 2011 (gigant równoległy) – 2. miejsce
11. Jauerling – 13 stycznia 2012 (slalom równoległy) – 3. miejsce
12. Bad Gastein – 11 stycznia 2013 (slalom równoległy) – 2. miejsce
13. Bad Gastein – 12 stycznia 2013 (slalom równoległy) – 2. miejsce
14. Moskwa – 23 lutego 2013 (slalom równoległy) – 3. miejsce
15. Moskwa – 7 marca 2015 (slalom równoległy) – 3. miejsce
16. Cortina d’Ampezzo – 19 grudnia 2015 (slalom równoległy) – 2. miejsce
17. Winterberg – 6 marca 2016 (slalom równoległy) – 2. miejsce
18. Cortina d’Ampezzo – 17 grudnia 2016 (slalom równoległy) – 2. miejsce
19. Cortina d’Ampezzo – 15 grudnia 2017 (gigant równoległy) – 2. miejsce
20. Rogla – 21 stycznia 2018 (gigant równoległy) – 3. miejsce
21. Secret Garden – 24 lutego 2019 (slalom równoległy)  - 3. miejsce
22. Rogla – 18 stycznia 2020 (gigant równoległy) – 2. miejsce
23. Piancavallo – 25 stycznia 2020 (slalom równoległy) – 2. miejsce
24. Cortina d’Ampezzo – 18 grudnia 2021 (gigant równoległy) – 3. miejsce

- W sumie (19 zwycięstw, 15 drugich i 9 trzecich miejsc)